# Us + Them

Us+Them — тур Роджера Уотерса, проходивший с 26 мая 2017 по 9 декабря 2018 года.
После сокрушительного успеха концертного тура «The Wall» Роджер Уотерс решил организовать новый тур в поддержку своего альбома «Is This the Life We Really Want?», носящий название одноимённой песни с культового альбома Pink Floyd — «The Dark Side of the Moon». Впрочем, по аналогии с The Wall, помимо нового материала, Us+Them представляет собой сборник из уже известных песен, которым Уотерс придаёт совершенно иной смысл.

## Шоу
Pink Floyd в составе с Уотерсом, помимо музыкальной составляющей, всегда отличались своими необыкновенными концертными элементами.
На концертах Us+Them можно наблюдать как старые знакомые составляющие, например летающую свинью, так и новые. Особенно можно отметить лазерную призму, отсылающую к обложке The Dark Side of the Moon.
Us+Them также является самым политизированным туром Уотерса. Так, например, при исполнении песни «Pigs» были использованы карикатурные изображения, высказывания и цитаты на тот момент недавно избранного президента США — Дональда Трампа.

## Репертуар
Часть концерта была посвящена продвижению ранее упомянутого студийного альбома.
Ниже представлен список песен с выступления Pink Floyd в Москве
| Speak To Me / Breathe          | The Dark Side of the Moon       |
| «One of These Days»            | Meddle                          |
| Time / Breathe (Reprise)       | The Dark Side of the Moon       |
| The Great Gig in the Sky       | The Dark Side of the Moon       |
| Welcome to the Machine         | Wish You Were Here              |
| Déjà vu                        | Is This the Life We Really Want |
| The Last Refugee               | Is This the Life We Really Want |
| Picture That                   | Is This the Life We Really Want |
| Wish You Were Here             | Wish You Were Here              |
| The Happiest Days Of Our Lives | The Wall                        |
| Another Brick in the Wall Pt.2 | The Wall                        |
| Another Brick in the Wall Pt.3 | The Wall                        |

| Dogs                              | Animals                         |
| Pigs (Three Different Ones)       | Animals                         |
| Money                             | The Dark Side of the Moon       |
| Smell The Roses                   | Is This the Life We Really Want |
| Brain Damage                      | The Dark Side of the Moon       |
| Eclipse                           | The Dark Side of the Moon       |
| The Bravery Of Being Out Of Range | Amused To Death                 |
| Comfortably Numb                  | The Wall                        |

## Концертный фильм
Также ожидается концертный фильм, показ которого в кинотеатрах всего мира был анонсирован на 2-е и 6-е октября 2019 года.

## Прочее
Название альбома отсылает к одноименной песни, из альбома Dark Side of the Moon.